# داميان بيوتروفسكي
داميان بيوتروفسكي (بالبولندية: Damian Piotrowski)‏ (9 يناير 1987 ببولندا - ) هو لاعب كرة قدم بولندي في مركز الوسط. لعب مع زاغويمبيه لوبين ونيتشيتشا وGórnik Polkowice ‏ وChrobry Głogów ‏.

## وصلات خارجية
- داميان بيوتروفسكي على موقع قاعدة بيانات كرة القدم.إي يو (الإنجليزية)
- داميان بيوتروفسكي على موقع Soccerway.com (الإنجليزية)